# Fritz Erik Hoevels
Fritz Erik Hoevels (* 6. Januar 1948 in Frankfurt am Main) ist ein deutscher Psychoanalytiker, Publizist, Übersetzer, Kopf und Aktivist der häufig als politische Sekte bezeichneten Gruppierung Bund gegen Anpassung.

## Leben

### Ausbildung
Hoevels, Sohn des Frankfurter Arztes Fritz Werner Hoevels, besuchte das Leibniz-Gymnasium in Frankfurt-Höchst und studierte seit 1966 zunächst Latein und Germanistik an der Albert-Ludwigs-Universität Freiburg. Gleich zu Beginn seines Studiums trat Hoevels dem Sozialistischen Deutschen Studentenbund (SDS) bei und war für diesen bald als „weit herumreisender Funktionär“ aktiv. Nach einer studentischen Aktion, die eine Strafanzeige des Rektors zur Folge hatte, entschuldigte sich Hoevels bei diesem und bat um die Rücknahme der Anzeige, was ihn vom SDS isolierte.
Nach seinem Erststudium fand er keine wissenschaftliche Anstellung. Er begann ab 1975 ein Zweitstudium, das er 1980 mit dem Abschluss als Diplom-Psychologe abschloss. Parallel dazu promovierte Hoevels 1977 mit der Dissertation Märchen und Magie in den Metamorphosen des Apuleius von Madaura und befasste sich weiterhin intensiv mit der Freudschen Psychoanalyse. Hiernach ließ er sich als praktizierender Psychoanalytiker in Freiburg im Breisgau nieder. 1983 begründete er die Zeitschrift System ubw, die sich als „einzige Zeitschrift in der unverfälschten Tradition Sigmund Freuds“ bezeichnet und bis heute erscheint.

### Positionen
Hoevels versteht sich ideengeschichtlich in der Tradition der materialistischen Aufklärung. Die für ihn wichtigsten Denker sind Marx, Engels, Lenin und Trotzki als Vertreter des Marxismus, andererseits Sigmund Freud als Begründer der Psychoanalyse als auch dessen konsequentester sowie gesellschaftspolitisch aktivster Schüler, der von Freud aus der Internationalen Psychoanalytischen Vereinigung ausgeschlossene Wilhelm Reich. Hoevels’ Buch Marxismus, Psychoanalyse, Politik stellt den Denkansatz des Reichschen Freudomarxismus aktualisiert zur Diskussion, während sein Werk Wilhelm Reichs Beitrag zur Psychoanalyse sich ausführlich mit den Schriften Reichs beschäftigt. „Reich wird [darin] zu Recht als der Psychoanalytiker herausgestellt, der am klarsten […] die gesellschaftlichen Ursachen und Folgen der Neurosenentstehung aufgezeigt hat.“ (Hans-Joachim Maaz). 2001 kam es dbzgl. zu einer theoretischen Kontroverse mit Bernd A. Laska, dem neben Hoevels wohl einzigen bekannten Reichianer, der die Orgontheorie des späten Reich ablehnt.
Zu den Bundestagswahlen 2013 empfahl Hoevels, mit der Erststimme die NPD und mit der Zweitstimme die Piratenpartei zu wählen. Dies begründet er vor allem mit wahltaktischen Überlegungen, wobei er das Programm der NPD als „entweder töricht oder, und das zum eher größeren Teil, einfach zum Kotzen“ bezeichnet. Die Vereinigung der Verfolgten des Naziregimes zählt die Gruppe Bund gegen Anpassung, als deren spiritus rector Hoevels gilt, zum „rechten Rand“. Im Jahre 1992 hatte diese Gruppe zu den Landtagswahlen in Baden-Württemberg für ein kritisches Bündnis mit der Partei Die Republikaner gegen das „SPCDU-Kartell“ geworben. Auf seiner eigenen Website setzt Hoevels sich gegen den von ihm als „Propagandasteuer“ bezeichneten Rundfunkbeitrag ein. Anfang 2021 enthielt ein Flugblatt des Bundes gegen Anpassung „einen Abriss von zahlreichen bekannten Verschwörungsmythen zur Corona-Pandemie“; die Schutzmaßnahmen wurden mit dem Ermächtigungsgesetz der Nationalsozialisten verglichen.

### Politische Publizistik
Hoevels trat seit den 1970er Jahren als politischer Publizist hervor – als Verleger, Autor und Herausgeber zahlreicher Bücher und durch laufende Beiträge in der von ihm gegründeten Zeitschrift Ketzerbriefe. Er war Initiator der Freiburger Marxistisch-Reichistischen Initiative, die als Bunte Liste Freiburg zeitweilig einen Vertreter im örtlichen Stadtrat stellte und auch als Bund gegen Anpassung und Rotes Forum firmierte. Hoevels selbst und diese von ihm maßgeblich geprägten Organisationen traten mit zahlreichen Veranstaltungen, Publikationen und Flugblättern zu kontroversen Themen an die Öffentlichkeit, darunter AIDS, Überbevölkerung und Geburtenkontrolle, Kirchenaustritt und Reichskonkordat, Scientology, der deutschen Partei Die Republikaner, Saddam Hussein oder auch Nordkorea. Sie vertraten dabei oft eine Position, die selbst bei Gruppierungen auf scharfe Ablehnung stieß, mit denen etwa in Bezug auf Religionskritik Übereinstimmungen bestanden, beispielsweise dem Internationalen Bund der Konfessionslosen und Atheisten (IBKA). Kritisiert werden vom IBKA nicht nur deren inhaltliche Positionen, sondern auch die „Heilserwartung religiöser Sekten“, die Hoevels und seine Anhänger haben und beim Publikum zu wecken versuchen würden.
Der Beauftragte für Sekten und Weltanschauungsfragen im Bistum Dresden-Meißen, Gerald Kluge, schätzt den Bund gegen Anpassung ebenfalls als Politsekte mit Hoevels als „Vordenker und Leitfigur“ ein. Zu einer ähnlichen Auffassung kommt der Weltanschauungsbeauftragte der Evangelischen Landeskirche in Württemberg und Mitglied der Enquête-Kommission für Sekten des Bundestages Hansjörg Hemminger. Er erwähnt ausdrücklich den Bund gegen Anpassung, wenn er feststellt: „… bei mehreren Meistergestalten entwickelte sich allerdings die Therapiegemeinschaft gerade nicht zur Offenheit und Autonomie hin. Vielmehr wuchs die Exklusivität der Gruppe, ihr Sendungsbewusstsein und ihre vereinnahmende Tendenz an“.
Ab der zweiten Hälfte der 1920er Jahre versuchte Wilhelm Reich erstmals, Marxismus und Psychoanalyse miteinander zu verbinden. Dieser Ansatz konnte einige Jahrzehnte später vom linken Flügel der Frankfurter Schule, insbesondere durch Herbert Marcuse, weitergeführt werden. In seinem 1983 veröffentlichten Werk Marxismus, Psychoanalyse, Politik versuchte Hoevels, einen Zusammenhang zwischen marxistischer Ökonomie und Psychoanalyse aufzuzeigen: den Sekundären Krankheitsgewinn.
Neben seiner Tätigkeit als Autor und Vortragsredner übersetzte Hoevels das Hauptwerk des indischen Historikers und Islamkritikers Jaya Gopal sowie mehrere Werke des britischen Judaisten,  Altertumswissenschaftlers und Bibliothekars des Leo Baeck College Hyam Maccoby.

## Schriften
- Der Beitrag Wilhelm Reichs zur Psychoanalyse, o. O. [Freiburg/Br.], o. V. [Selbstverlag], o. J. [1979]
- Der Oedipuskomplex und seine politischen Folgen: Grundfragen der Psychoanalyse. Freiburg/Br.: Ahriman 1980; 5., erw. Aufl. 1990 ISBN 3-922774-00-8.
- Marxismus, Psychoanalyse, Politik. Freiburg/Br.: Ahriman 1983 ISBN 3-922774-02-4 (bei Google-Bücher)
- Tabuthema AIDS-Stop: zwischen Monogamie-Propadanda u. grünem Licht für Virus-Überträger. Freiburg/Br.: Ahriman 1983 ISBN 3-922774-03-2.
- Egoismus und kollektive Selbstbestimmung. In: Ketzerbriefe, Nr. 50, August 1994, Sonderausgabe ISBN 3-89484-206-7; nachgedruckt in: 30 Jahre Ketzer. Der interessanteste Bohrkern aus den Sedimenten der Studentenbewegung bis ins traurige Alluvium der pax americana … (1967–1997). Freiburg/Br.: Ahriman 1998 ISBN 3-89484-809-X, S. 600–621.
- Psychoanalyse und Literaturwissenschaft: Grundlagen und Beispiele. Freiburg/Br.: Ahriman 1996 ISBN 3-89484-803-0.
- (Hrsg. und Komm.:) 30 Jahre Ketzer. Der interessanteste Bohrkern aus den Sedimenten der Studentenbewegung bis ins traurige Alluvium der pax americana … (1967–1997). Freiburg/Br.: Ahriman 1998 ISBN 3-89484-809-X.
- Die sogenannte Kultur. In: Ketzerbriefe, Nr. 100, April 2001, Sonderausgabe ISBN 3-89484-228-8.
- Wilhelm Reichs Beitrag zur Psychoanalyse. Freiburg/Br.: Ahriman 2001; ISBN 3-89484-813-8 (erw. Fassung der Schrift von 1979)
- Richard Dawkins, der Haeckel unserer Zeit. Würdigung und Kritik. Freiburg/Br.: Ahriman 2008; ISBN 3-89484-817-0.
- Wie unrecht hatte Marx wirklich? Band I – Gesellschaft und Wirtschaft Freiburg/Br.: Ahriman 2009; ISBN 978-3-89484-818-7.
- Die Rechts/Links-Verwirrung Freiburg/Br.: Ahriman 2018; ISBN 978-3-89484-834-7.
- Wie unrecht hatte Marx wirklich? Band II – Lüge und Gewalt Freiburg/Br.: Ahriman 2023; ISBN 978-3-89484-842-2.